# 青山民吉
青山 民吉（あおやま たみきち、1896年8月 - 1953年11月30日、正字では靑山）は、日本の美術評論家、美学者、工芸研究者、装丁家、書店経営者。装丁家・美術評論家の青山二郎は弟。父は地主の青山八郎右衛門。

## 経歴
麻布中学校、第四高等学校一部法科独法、京都帝国大学文学部美学科卒。東西の美術に精通し、画集の出版等による紹介を行う。柳宗悦らによる民藝運動の同伴者となり、工藝美術の定義に関して啓発活動を行った。1931年の高田博厚の渡仏にあたっては、正力松太郎に働きかけた。また、有島生馬らによる一水會運動にも協力した。

## 論文
- ロス・カプリチョス ― フランシスコ・ゴヤの一畫册 ― 『アトリヱ』第3巻第1號 アトリヱ社 1926年1月
- 第四部美術工藝の印象『アトリヱ』第6巻第11號[注釈 3] アトリヱ社 1929年11月[注釈 4]
- 實用品と趣味 ― 工藝と美との問題 ― 『アトリヱ』第8巻第4號 アトリヱ社 1931年4月[注釈 5]
- 工藝問題志異『茶わん』第1巻第3號 寶雲舎 1931年5月[注釈 6]
- 國際的なるものと鄕土的なるもの 『丹青』第1巻第1･2號 教育美術振興會 1938年5月･9月
- アルブレヒト・デュウレルの「築城法」に就て『新美術』第28號 春鳥會 1943年11月[注釈 7]
- 鉄斎通信 『三彩』第38号 三彩社 1950年1月[注釈 8]

## 著書

### 編著書
- ゴヤ画集 フランシスコ・デ・ゴヤ アトリヱ社, 1925年[注釈 9][注釈 10]
- 大雅堂書畫帖 池大雅 日下部書店[注釈 11] 1943年
- 小林登代子追悼録 青山編 小林光 1943年

### 共著
- 工藝美術を語る 34氏と共著 アトリヱ社, 1930年[注釈 12]

### 翻訳
- 人としてのブレーク ローレンス・ビニョン著 『北辰會雜誌』第80號 創立三十年記念號 第四高等學校北辰會 1917年12月
- 素畫敎育に就て ドラクロア著『アトリヱ』第2巻第1號 アトリヱ社 1925年1月[4]
- 文筆に就いて ドラクロア著 『アトリヱ』第6巻第1號 アトリヱ社 1929年1月[注釈 13]

### 創作
- 小品二つ（鷲、二つの本）『北辰會雜誌』第81號 第四高等學校北辰會 1918年3月
- ある森の挿話『北辰會雜誌』第83號 第四高等學校北辰會 1918年12月

### 座談会
- コルビュジエと新建築座談會 富永惣一・硲伊之助・坂倉準三・今泉篤男と『丹青』第2巻第2號 教育美術振興會 1939年9月[注釈 14]

### 公開書簡
- 手紙にて『アトリヱ』第6巻第1號 アトリヱ社 1929年1月[注釈 15]

## 作品

### 装丁
- 『北辰會雜誌』第82號 第四高等學校北辰會 1918年6月の巻中挿画の選出を担当。ゴヤ作の4枚の絵画を使用した[注釈 16]。
- ドガに就て 造型美論 ポール・ヴァレリー著 吉田健一訳 筑摩書房。1940年の巻中挿画の選出を青山民吉が、装丁監修を青山二郎が分担した。

### 看板製作
- 昭南書房 1942年11月[5]